# رسائل إلى قمر
رسائل القمر هو كتاب أدبي من تأليف الكاتب والأسير الفلسطيني حسام زهدي شاهين، يتألف من مجموعة رسائل كتبها شاهين أثناء فترة اعتقاله في السجون الإسرائيلية. يتناول الكتاب قضايا الحرية، الحب، والنضال الإنساني، بأسلوب أدبي رفيع يمزج بين النثر والشعر، مما جعله أحد الأعمال الأدبية البارزة المرتبطة بتجربة الأسرى الفلسطينيين.

## محتوى الكتاب
ينقسم الكتاب إلى محاور رئيسية تغطي موضوعات متنوعة:

#### رسائل الحرية
يتأمل شاهين في هذا القسم مفهوم الحرية من خلال تجربته الشخصية في السجن. يتحدث عن الحياة اليومية داخل الزنزانة، ويصف التناقض بين القيد المادي وحرية الروح. يؤكد الكاتب على أهمية التمسك بالأمل كوسيلة لتحرير النفس من قيود السجن، إذ يقول:
"في السجن تتعلم أن الحرية ليست مكانًا، بل شعور تعيشه حتى في أضيق الزوايا."

#### رسائل الوطن
يركز الكاتب على العلاقة العاطفية بينه وبين وطنه فلسطين، ويصف معاناة الشعب الفلسطيني تحت الاحتلال. يحن إلى الأماكن التي نشأ فيها، ويرى في الوطن حلمًا مستمرًا لا يمكن تحقيقه إلا بالصمود. من أبرز عباراته:
"فلسطين هي الأم التي تحتضننا حتى ونحن بعيدون عنها، وهي الحلم الذي لا ينطفئ."

#### رسائل الحب
يُبرز شاهين الجانب الإنساني للأسير من خلال استعراض مشاعر الحب والمودة. يتحدث عن الحب العاطفي والحنين إلى الأحبة، ودور الحب في منح القوة والصمود في لحظات الوحدة. ومن كلماته:
"بين القضبان، الحب هو الشعاع الوحيد الذي يخترق الجدران."

#### رسائل المقاومة والأمل
في هذا القسم، يعبّر شاهين عن إصراره على المقاومة رغم قسوة الظروف. يتناول الصمود النفسي والمعنوي في مواجهة القيد، ويرسم رؤية متفائلة للمستقبل رغم الألم. يعتبر الكتابة والفكر أدوات فعالة للمقاومة، ويقول:
"المقاومة ليست سلاحًا فحسب، بل هي كلمة وقلم ونبض قلب لا يتوقف."

#### رسائل إلى المجهول
يخصص شاهين بعض الرسائل للقراء المجهولين، الذين قد يصلهم صوته يومًا ما. يدعوهم للتفكر في معاني الحياة والحرية، ويوجه رسائل تضامن مع الشعوب التي تعاني من القهر والظلم. كما يطرح تساؤلات وجودية حول معنى المعاناة والنضال. ومن أبرز عباراته:
"إلى من يقرأ كلماتي يومًا، تذكر أن النور يولد من عتمة الألم."

## الأسلوب الأدبي
تتميز رسائل شاهين بلغة شاعرية وصور بلاغية معبرة، تعكس عمق التجربة الإنسانية. يمزج الكاتب بين النثر التأملي والأسلوب الحواري، مما جعل الكتاب قريبًا إلى قلوب القراء، سواء داخل فلسطين أو خارجها.